# Pseudosinella gineti
Pseudosinella gineti is een springstaartensoort uit de familie van de Entomobryidae. De wetenschappelijke naam van de soort is voor het eerst geldig gepubliceerd in 1955 door Cassagnau.